# タブ・ガーナード
タブ・ガーナード（学名Chelidonichthys lucerna）はホウボウ科に分類される魚類の一種。大西洋東部に分布し、食用魚として漁獲されている。「世界大博物図鑑 2 魚類」の中で、ヒカリホウボウと云う和名が提唱されている。

## 分類と名称
1758年にカール・フォン・リンネの著書である『自然の体系』第10版の中で、タイプ産地が「北洋」として初めて正式に Trigla lucerna として記載された。同書の中でリンネは Trigla hirundo を記載し、1896年にデイビッド・スター・ジョーダンとバートン・ウォーレン・エバーマンは T. hirundo をホウボウ属の基準種に指定した。ホウボウ属は1876年にヨハン・ヤーコプ・カウプによって記載された。T. hirundo は現在本種のシノニムとされる。種小名はラテン語で「ランプ」を意味し、形態的に似ているニシセミホウボウのラテン語名である。この名前は少なくとも大プリニウスにまで遡り、彼は燃えるような赤い舌が夜に光るためとしている。その名前は後にルネサンス時代にリグーリア州とヴェネツィアでホウボウ類に使用された。

## 分布と生息地
ノルウェーからヨーロッパとアフリカの海岸に沿って南はガーナまで、東大西洋に分布する。地中海全域と黒海にも分布する。マデイラ島とアゾレス諸島では記録されておらず、カナリア諸島周辺には分布する。水深20 - 300 mの砂、泥、または砂利底に生息する。夏の間は水深10 mほどの浅場に多く、幼魚はラグーン、河口、汽水域で見られる。

## 形態
頭部は固く大きく三角形で、多くの突起と棘があり、後頭部に溝は無い。吻端には2つの棘状の突起があり、目は比較的小さい。口は大きく、頭の低い位置にあり、顎と鋤骨は密に並んだ歯で覆われる。背鰭は2基あり、第一背鰭は8 - 10棘から、第二背鰭は 16 - 17軟条から成る。臀鰭は14 - 16軟条から成る。頭蓋棘は短く、胸鰭の上に位置し、胸鰭の4分の1の位置まで伸びる。胸鰭は大きく、下の3本の鰭条は遊離しており、厚く指のようで、移動と獲物の探知に使用される。胸部と腹の前部に鱗は存在せず、体には小さく埋め込まれた鱗があり、側線鱗は小さく管状である。尾鰭はわずかに突き出た扇形である。全長は通常30 cmだが、最大で75.1 cmに達し、ホウボウ科では最大である。体重は最大6 kg。体色は濃い赤褐色からピンクがかった赤で、腹側はピンクがかっている。胸鰭は青色で中心に緑の斑点があり、縁は赤い。

## 生態
底生生物、特に甲殻類や小魚を食べる日和見的な捕食者である。地中海北西部での研究では、食事の大部分は甲殻類で、主に十脚目、特にカニで、エンコウガニ科の Goneplax rhomboides やシワガザミ属の一種などが含まれ、コエビ下目のシンカイエビジャコ属も含まれる。魚はモトカタクチイワシとクロハゼ (Gobius niger)が大半であった。食事の内容は夏には甲殻類が多く、冬には魚が多かった。軟体動物や多毛類を捕食することもある。底質の中の獲物を、胸鰭の遊離軟条の感覚器官を用いて感知する。分布域の北部では5月から7月にかけて産卵し、エジプト沖では11月から2月にかけて産卵する。産卵の際、雌雄は明確なペアを形成する。卵は遠洋性であり、仔魚の胸鰭条は遊離していない。全長13 cmで性成熟する個体が現れ、全長20 cmで全ての個体が成熟する。1997年のマルマラ海での調査によると、採取された個体の魚齢は1 - 6年、体長は12 - 42 cm、体重は15 - 610 gであった。鰾と周りの筋肉を使って発声し、群れをまとめる際に音を出す。

## 人との関わり
商業漁業の対象だが、漁獲量は比較的少なく、2011年から2015年の間で世界の水揚げ量の平均は4,429トンであった。多くは北海(52%)と英仏海峡東部(37%)で捕獲されるが、実際に水揚げされる際はホウボウ類で一纏めにされ、明確な分類はされていない。Chelidonichthys cuculus やハイカナガシラとともに潜在的な商業種として認識されており、水揚げ量の監視が勧告されている。しかしそのデータは欠如している。ムニエルあるいは煮付けで食べられることが多い。